# Districte de Malësi e Madhe
ElDistricte de Malësi e Madhe  és un dels 36 districtes d'Albània (en albanès: rrethe). La seva superfície és de 897 quilòmetres ² i té 55000 habitants.
La capital del districte és Koplik. El districte depèn de la prefectura de Shkodra.
El districte limita amb els districtes adjacents de Shkodër i Tropojë. Alhora també limita amb Montenegro.
El districte conté els municipis:
- Gruemirë
- Kastrat
- Hot
- Grudë
- Triesh
- Koja e Kucit
- Kelmend
- Koplik
- Qendër
- Shkrel